# Love Exposure
Love Exposure (愛のむきだし?, Ai no mukidashi) è un film del 2008, scritto e diretto da Sion Sono.
Ha vinto due premi al Festival di Berlino. È uscito in Giappone il 31 gennaio 2009, mentre in Italia è stato presentato in anteprima il 1º maggio 2009, al Far East Film Festival di Udine.

## Trama
Yu Honda fa parte di una famiglia cattolica, in cui la madre è devota all'immagine di Maria, della quale conserva una statua completamente bianca. La donna non fa mistero del suo affetto per tale figura religiosa di fronte al figlio Yu, che apprende dalle parole della madre che la compagna adatta a lui sarà necessariamente una donna che ne incarnerà le qualità. Dopo la morte della madre di Yu, il padre è divenuto un prete. L'uomo si innamorerà in seguito di un'altra donna dai comportamenti stravaganti, che irrompe durante una delle sue funzioni liturgiche affermando di voler conoscere il divino, tra la sua disperazione generale. Donna di carattere mutevole e capriccioso, vivrà con il padre di Yu un rapporto altalenante, ondivago e surreale, lasciandolo e riprendendolo in amore numerose volte.
Ciò induce l'uomo ad una sorta di disassociazione dalla Chiesa e dalla propria benigna personalità, e comincerà a tormentare Yu, obbligandolo a confessare i propri peccati, nonostante il ragazzo sia candido ed innocente, mettendolo perciò in difficoltà notevole. Yu, quindi, per accontentare il padre, inizia a desiderare il peccato e a concepire innumerevoli modi di commetterne, tra cui l'arte del Tosatsu (ovvero fotografare le mutandine delle ragazze, abilità acquisita in seguito all'allenamento con l'improbabile maestro Lloyd e i suoi discepoli) e in seguito, raggiante e felice per le sue attività ritenute peccaminose, si confessa con il padre, facendolo indispettire. Quest'ultimo in seguito si separerà da Yu, lasciandolo vivere da solo.
Le attività di Tosatsu di Yu proseguono in maniera ancora più organizzata dopo l'incontro con un gruppo di teppistelli, Takahiro, Yuji (soprannominato "cartellino" per via della sua abitudine a portare i cartellini dei prezzi degli abiti con sé) e Senpai. Il ragazzo, sempre con il sorriso in bocca per via del piacere provato nel peccare, subisce una vera e propria prova di ingresso in un circolo di teppisti, che gli insegnano l'arte del combattimento e del taccheggio, senza tralasciare l'osservazione degli indumenti femminili.
Nel frattempo, muovendosi in una torrenziale quanto altalenante presentazione delle storyline parallele, facciamo la conoscenza di Yoko, una ragazza liceale disillusa e svogliata, che ha un pessimo rapporto con i mariti della donna che la accudisce, la quale non si rivela altri che l'amante del padre di Yu. La ragazza crede di detestare gli uomini a causa di un tentativo di stupro subito dal padre, e si ribella diventando un'esperta di arti marziali, non rinunciando a percuotere e malmenare tutti i ragazzi che trova per strada. Yoko è appassionata di modelli musicali tipicamente occidentali, tipicamente donne del rock, con l'unica eccezione di Kurt Cobain, che adora.
La madre, nel frattempo, si prodiga nel farle conoscere "un uomo più eccitante di Kurt Cobain", che altri non si rivela essere che Cristo. Le due donne celebrano così un sodalizio in cui oltre alla loro personale pratica religiosa, alquanto lasca e trasandata, si denota un desiderio di fuga, simboleggiato dai continui ritrovi in discoteca e dal continuo viaggiare in auto.
Yu, un giorno, decide di scommettere con Senpai e i suoi soci sulla migliore fotografia di Tosatsu mai fatta dal loro gruppo. Il ragazzo viene sconfitto da un'istantanea di Takahiro, e per punizione viene costretto a travestirsi da Sasori, emulando sostanzialmente una versione transessuale di se stesso. Yu troverà comunque piacere in tutto ciò, ed uscirà per un giro con i tre amici.
Yu, camminando, si imbatterà in una ragazza che si sta battendo con una banda di punk. Yu aiuta la ragazza e ne conosce il nome: ella non è altri che Yoko. Yu si innamora di Yoko dopo averle visto gli indumenti intimi a causa di una folata di vento, provocandogli un'erezione, la prima della sua vita.Yu, dopo aver notato la sua apparente devozione a Cristo, decide che si tratta della sua Maria, tanto desiderata per lui dalla madre. Yu bacia Yoko, non senza difficoltà, ed i due iniziano a desiderarsi da lontano, seppure Yoko non abbia idea del fatto che Sasori è in realtà Yu, dunque un ragazzo. Tutto ciò si complica, in quanto la madre di Yoko va a vivere con il suo vecchio amante, ovvero il padre di Yu, ed i due ragazzi divengono fratellastri. Yoko nutre molto astio nei suoi confronti, sia a casa che a scuola, e lo ritiene uno scocciatore ed un pervertito. Yu continua a desiderare Yoko, travestendosi da Sasori ed organizzando piccoli appuntamenti all'insegna del disagio, tuttavia Yoko e Sasori riescono a scambiarsi i propri numeri telefonici.
Yoko telefona quando ne ha possibilità a Sasori/Yu, per avere qualche parola di conforto nei confronti del travaglio emotivo che vive per via della nuova famiglia a cui è obbligata sottostare. Nel frattempo, torna in scena Aya Koike, una adepta di un'organizzazione religiosa settaria e losca, la Zero Church, che gestisce inoltre un traffico di cocaina e la rivendita di immagini religiose false a caro prezzo. La ragazza è accompagnata da due adepte vestite di bianco, e la seguono nei suoi spostamenti nell'intento di osservare Yu e Yoko, poiché desidera convertire l'intera famiglia di Yu alla Zero Church, ottenendone vantaggi economici dopo averne discusso con altri capi della setta.
Koike, sempre accompagnata da un pappagallo verde, è anch'essa una ragazza dal passato difficile: molestata dal padre e sottoposta a sevizie e a pregiudizi sul sesso e sulla moralità, erompe in una serie di atti efferati, tra cui omicidi scolastici ed amputazione degli attributi del padre, incosciente a causa di un infarto. Koike è una ragazza che dietro al sorriso cela il suo travaglio emotivo, e cercherà di rubare l'amore di Yoko per Sasori/Yu fingendosi Sasori dopo essersi iscritta alla stessa scuola di Yu e Yoko. Dimostrando di saper prendere a pugni dei suoi scagnozzi che avevano fatto irruzione nell'edificio, Koike imbroglia Yu e confessa a Yoko di essere Sasori, ottenendo la sua stima ed il suo amore.
Koike diventa una presenza fissa a casa Honda, e si dimostra una compagna per Yoko come un'aiutante per la famiglia. Yu è messo a dura prova da ciò, che per la disperazione organizza un appuntamento con Yoko e le dimostra di essere la vera Sasori, ovvero suo fratellastro Yu. Yoko ne è colpita oltre ogni pensiero e fugge disperata, sviluppando odio per Yu specialmente dopo aver conosciuto le attitudini del ragazzo, di cui Koike ha mostrato i CD contenenti i filmati di Tosatsu a tutta la scuola.
Koike riesce così nell'intento di "ricondizionare" Yoko, facendola aderire alla Zero Church. Yu, per ritrovarla, farà di tutto, dal partecipare ai festini erotici del Bukkake-Sha, in una cornice demenziale e surreale, oltre ad organizzare un rapimento di Yoko assieme a Senpai e compagni. Dopo averla prelevata, i due trascorrono del tempo al mare, ingabbiati in un pullman abbandonato, durante il quale Yoko terrà un appassionato discorso relativo alla potenza dell'amore. Interverranno poi gli scagnozzi di Koike, i quali, minacciando di evirare Yu ridotto allo stremo, preleveranno Yoko e la rinchiuderanno all'interno delle loro strutture. Yu si presterà al gioco di entrare all'interno della organizzazione diventando un perfetto sottomesso, solamente per ritrovare Yoko e aiutarla a vedere la luce della ragione.
Dopo aver constatato che anche la famiglia è stata prelevata dalla setta di Koike, Yu è deciso ad irrompere presso il suo quartier generale vestendosi da Sasori e portando una katana fornita da Senpai e gli altri. Non manca al suo arsenale una bomba, che gli è stata fornita da uno dei maniaci del Bukkake-Sha. Dopo un travagliato ingresso, e l'uccisione di alcuni membri che l'hanno riconosciuto, Yu entra in una stanza dalle tinte completamente tenui e bianche, notando la famiglia di un tempo che pranza assieme a Koike. Yu, dopo un lungo scalpitare e lottare, riesce a far detonare la bomba, scatenando attacchi di panico e ansia sia in Yoko che in Koike, che nel marasma generale si suicida sorridendo e constatando che è identica a Yu, trafiggendosi con la Katana e mormorando "give it to me", un mantra che il padre la costringeva a ripetere.
Anche Yu perde il senno ed in un concitato rendez-vous, inizia a ridere febbrilmente. Yoko viene riportata a dei parenti, Yu viene confinato in un istituto psichiatrico dove è libero di credersi Sasori. Yoko, nel frattempo, medita sul suo passato con Yu e capisce di amare il ragazzo, e non la sua incarnazione in Sasori. Per aiutarlo, si presenta all'istituto, dove con l'ausilio di un coltello spaventerà i medici chiudendoli fuori dalla stanza di Yu. Egli è recalcitrante e spaventato all'idea di non essere Sasori, e tremerà visibilmente nel panico fino a quando Yoko, che confesserà di amarlo gridando, non verrà portata via dalla Polizia. Una volta solo, Yu rivive intensi flashback della sua vita con la madre, Maria e Yoko, e pronunciandone il nome si getta, dapprima trasognato e poi sicuro, lungo le scale.
Yu, libero dai panni di Sasori, fugge a perdifiato con l'intero personale dell'ospedale che si riversa su strada, inseguendo Yoko trasportata a bordo di un'auto, piangendo. Yoko capisce che Yu è innamorato di lei, e facendo perdere la guida dell'auto al conducente, si ferma a metà strada, aspettando che Yu la salvi rompendo il vetro laterale del veicolo, porgendole la mano, gesto a cui anche Yoko replicherà con un vivo sorriso.

## Produzione
In origine il film durava sei ore. I produttori della pellicola convinsero Sion Sono a tagliare il film, perché preoccupati del risultato commerciale. Sono fu costretto a ridurre il film a due ore, ma il risultato non lo soddisfece, quindi il film uscì nelle sale cinematografiche nella versione di quattro ore. L'idea del film venne a Sion Sono ricordando la sua amicizia con un uomo che amava fotografare mutandine.

## Collegamenti ad altre pellicole
- Yu indossa il costume di Sasori, protagonista di una serie di film degli anni settanta appartenenti al Pinky Violence, interpretata da Meiko Kaji.
- Durante la cena con i Yu e i genitori, Yoko indossa un abito rosso quasi identico a quello indossato da Anna Karina ne Il bandito delle 11.

## Riconoscimenti
- 2009 – Festival di Berlino
  - Caligari Film Award
  - Premio FIPRESCI